# 瓦そば

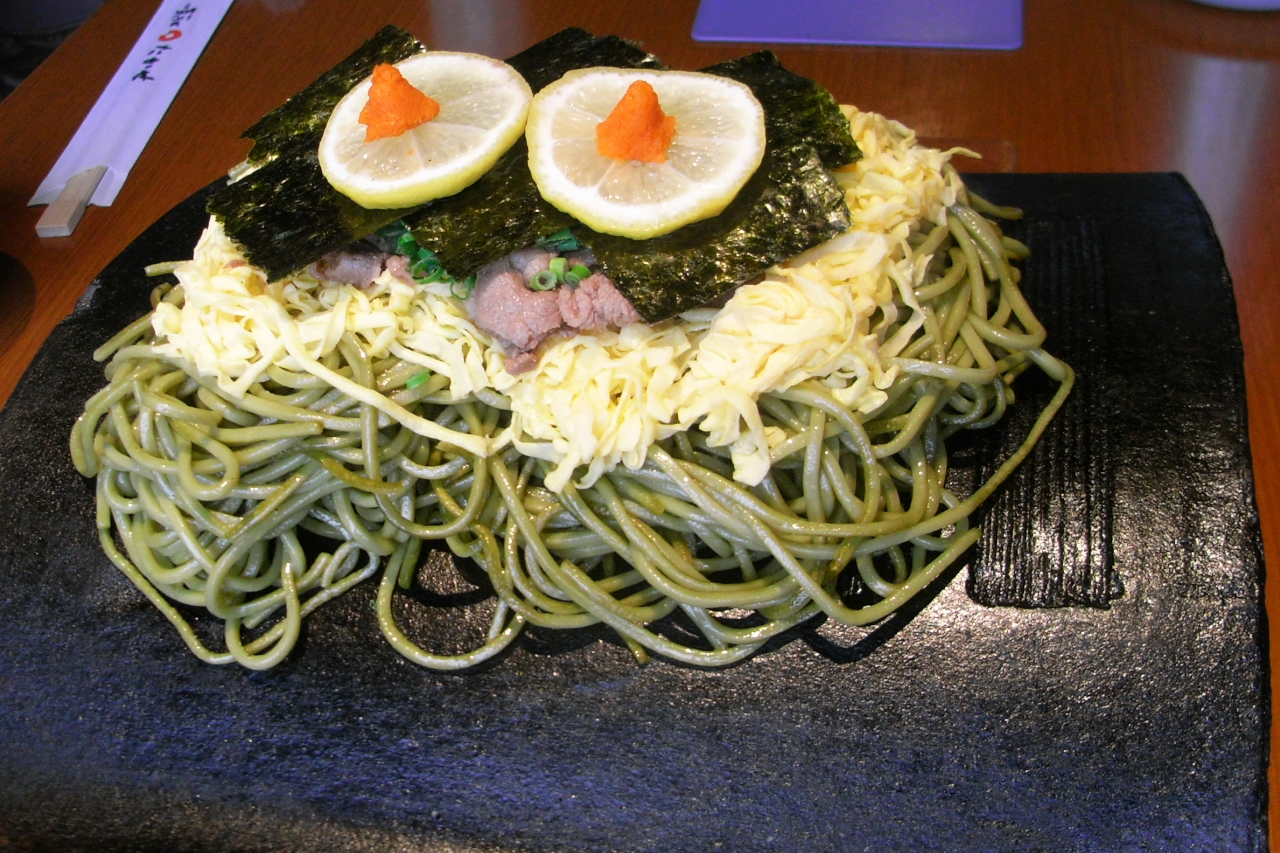
門司港レトロ海峡プラザ「元祖瓦そば たかせ」門司港レトロ店

瓦そば（かわらそば）は、山口県下関市豊浦町発祥の麺料理で、下関市の郷土料理の1つ。

## 概要
熱した瓦の上に茶そばと具を乗せて、温かいめんつゆで食べる料理である。具は錦糸卵と細切れの牛肉が一般的。薬味として具の上に刻み小ねぎ、のり、スライスしたレモン、もみじおろしが載せられることが多い。
1877年（明治10年）の西南戦争の際に熊本城を囲む薩摩軍の兵士たちが、野戦の合間に瓦を使って野草、肉などを焼いて食べたという話を参考にして、1961年（昭和36年）に川棚温泉で旅館を営む高瀬慎一が宿泊者向けの料理として開発したとされる。これが評判となり川棚温泉の他の旅館でも提供され始め、「川棚温泉の名物料理」とされるようになった。さらには下関市を初め山口県内各地でもご当地グルメとして広まり、山口県出身者等により山口県外でも提供する店が存在する。
一般的には瓦に乗せて提供されるが、建材用の瓦ではなく専用に作られた瓦が用いられる。一部の料理店では瓦ではなくステーキ用の鉄板で提供することもあり、この場合は「茶そば鉄板焼」と呼ばれることも多い。
山口県内では広く家庭でも食べられている。家庭向けに蒸した茶そばとつゆのセットがスーパーマーケットなどで売られており、家庭でも調理されることもある。が、もちろん家庭では瓦に載せて調理されることはあまりなく、ホットプレートやフライパンが用いられる。調理法としては焼きそばに近く（ただし、具材と麺を炒め合わせることの多い焼きそばと異なり、後述のように炒めた麺を瓦で焼き付けて上から具材を乗せる）、家庭向け袋入り製品には「瓦焼きそば」と表示された商品もある。